# Aleksandr Ėmmanuilovič Nudel'man
Aleksandr Ėmmanuilovič Nudel'man (in cirillico Александр Эммануилович Нудельман, traslitterato anche come Aleksandr Emmanuilovich Nudelman; Odessa, 21 agosto 1912, 8 agosto del calendario giuliano – Mosca, 2 agosto 1996) è stato un ingegnere sovietico, progettista di armi da fuoco e di artiglieria aeronautica.
Dopo aver terminato l'istituto tecnico nel 1929 iniziò a lavorare, come disegnatore assistente degli inventori, nello OKB di Yakov Grigorevich Taubin (Яков Григорьевич Таубин, OKB 16). Grazie alle sue idee innovative ed alla dedizione nel lavoro, in breve divenne uno dei progettisti di una innovativa arma da fuoco aeronautica, lo MT-6, sviluppata sotto la direzione dello stesso Taubin e M. N. Baburin, sotto le specifiche dell'aeronautica militare (V-VS). Il lavoro venne completato nel 1940, fruttando a Nudel'man un premio.
Nel 1935 Nudel'man, riuscendo a conciliare il lavoro con lo studio, si laureò al Politecnico di Odessa.
Prima della seconda guerra mondiale l'OKB sviluppò una nuova arma che potesse sorpassare in affidabilità e facilità di produzione quelle occidentali, soprattutto quelle della Germania nazista. Questa nuova arma, calibro 37 mm, vide la luce tra il 1941 ed il 1942, sviluppata da Nudel'man e da Alexander Stepanovich Suranov e per questo battezzata NS-37. Dopo aver compiuto tutti i collaudi necessari, il 30 dicembre del 1942 il cannone venne accettato dalle forze armate sovietiche. Venne installato sui caccia Lavochkin Gorbunov Gudkov LaGG-3, Yakovlev Yak-7B e Yak-9T nonché sul cacciabombardiere d'attacco Ilyushin Il-2.
Grazie anche ai resoconti ottenuti dai piloti e dai soldati dell'Asse, i sovietici compresero che la nuova arma stava dando ottimi risultati, e gli Il'yushin Il-2, i quali erano tristemente noti alle armate tedesche con l'appellativo di "morte nera", riuscivano a danneggiare persino i carri Panzer VI Tiger I e Panzer V Panther.
Il cannone NS-37 era un'arma molto potente e, negli anni della grande guerra patriottica, ne furono prodotti non meno di 8.000 esemplari. Il successo del cannone nei combattimenti aerei suggerì di provare a sperimentare un calibro ancora maggiore, cosicché nel 1943 Nudel'man venne posto alla testa dello OKB che gestì per ben 43 anni. Per questo scopo, sulla base del cannone NS-37, il gruppo di progettisti di Nudel'man creò, nel 1944, il nuovo cannone da 45 mm, chiamato appunto NS-45. La nuova arma fu montata sullo Yakovlev Yak-9K e partecipò alle battaglie della fine della guerra e sui cieli di Berlino.
Durante il periodo bellico Nudel'man lavorò anche ad armi di tipo più leggero, come la NS-23, la quale venne adottata dalle forze armate nell'ottobre del 1944. Lo Ilyushin Il-10 ne montava ben quattro alari e prese parte agli eventi finali della guerra. La mitragliatrice NS-23 venne conseguentemente adottata da molti caccia del periodo postbellico ed anche dai primi caccia a getto.
Nel dopoguerra Nudel'man iniziò a lavorare sull'artiglieria dei nuovi caccia a reazione. Ricordiamo il cannone N-37, entrato in produzione nel 1947 per diventare l'arma di base del MiG-9 e del MiG-15. Fu successivamente montata anche sui MiG-17 e gli Yakovlev Yak-25.
Nel 1949 uscì di fabbrica la nuova NR-23 da 23 mm, creata in collaborazione con Aron Abramovich Richter, che equipaggiava i MiG-17, i Tupolev Tu-4 ed i Tu-14.
Nel 1955 è la volta dello NR-30 da 30 mm, ed anche questa divenne l'arma di base di quasi tutti gli aeroplani militari sovietici.
Tra il 1955 ed il 1960 venne sviluppato, in collaborazione con Nemenov (В. Я. Неменов), il cannone antiaereo NN-30 (una versione modificata dello N-30) per la Marina militare (Voenno-Morskoj flot SSSR) ed il mitragliatore R-23, di Aron Abramovich Rikhter (Арон Абрамович Рихтер), nel 1963 per gli aeroplani da bombardamento.
Tra gli anni '50 e gli anni ottanta l'OKB di Nudel'man produsse anche missili anticarro come il Falanga (Фаланга, falange), missili antiaerei come lo Strela (Стрела, freccia) ed il missile anticarro Kobra (Кобра, cobra).
Negli anni settanta vennero sviluppati anche nuovi razzi come gli S-25L e gli S-25LD.
Dal 1962 Nudel'man ed il suo gruppo, lavorarono anche a sistemi di chirurgia laser, i quali vennero poi adottati soprattutto nel campo della cura dei disturbi ottici.
Per il suo lungo lavoro come progettista di efficaci ed innovative armi, Nudel'man ricevette due volte la medaglia di Eroe del Lavoro Socialista (1966, 1982), il premio Lyenin (1964) ed altri cinque premi di Stato (1943, 1946, 1951, 1970, 1979). Venne anche insignito al rango di Onorevole Cittadino di Odessa e gli venne intitolato un busto in bronzo nella sua città natale.